# MEO Arena
 (août 2018).
Si vous disposez d'ouvrages ou d'articles de référence ou si vous connaissez des sites web de qualité traitant du thème abordé ici, merci de compléter l'article en donnant les références utiles à sa vérifiabilité et en les liant à la section « Notes et références ».
La MEO Arena (anciennement Altice Arena ou encore Pavilhão Atlântico en français : Pavillon Atlantique) est une salle polyvalente de Lisbonne au Portugal. La MEO Arena peut accueillir 20 000 spectateurs et a été construite dans le cadre de l’exposition universelle de 1998.

## Historique
Le projet d’une salle polyvalente à Lisbonne a été envisagé dès les premières discussions autour du schéma directeur de l’Expo '98. À l’époque, la ville manquait d’une infrastructure à usages multiples pouvant accueillir des concerts, des congrès et des événements sportifs de grande ampleur. Les lieux existants, aussi bien à Lisbonne qu'ailleurs au Portugal, avaient soit des capacités limitées (4 000 spectateurs au maximum), soit étaient peu flexibles, notamment concernant les événements non conventionnels comme des compétitions sportives en salle. Les lieux existants n’avaient pas les capacités et les infrastructures requises, d’un point de vue technique, pour accueillir les grands concerts ou les grosses comédies musicales, ainsi que pour leur permettre une vraie couverture médiatique en direct.
Le pays avait besoin d’une salle de spectacle pour combler le vide entre les petites structures couvertes comme le Colisée de Lisbonne, et les grands stades ouverts. Le Portugal ne pouvait donc pas accueillir de grands championnats de sport en salle, et aucun grand concert ne pouvait se dérouler lors des saisons froides et pluvieuses.
Pendant l’exposition universelle de 1998, le bâtiment était appelé Pavillon de l’Utopie et a accueilli le spectacle « Océans et Utopie. »
Shakira détient le record d’affluence du Pavillon quand, le 4 avril 2007, 20 000 fans assistèrent à son concert de la tournée Oral Fixation Tour.

## Architecture
Le bâtiment a été dessiné par l’architecte portugais Regino Cruz qui est l’auteur de plusieurs bâtiments officiels et d’immeubles de bureaux au Brésil et au Portugal, en association avec l’agence Skidmore, Owings & Merrill (SOM).
La forme du Pavillon atlantique rappelle aussi bien un engin spatial qu’une limule. Une telle forme exigeait une réflexion originale sur sa mise en œuvre, aussi bien structurale que symbolique. Par exemple, le toit repose sur une charpente en bois dessinée comme la coque inversée d’une nef. En cohérence avec les thèmes majeurs de l’exposition autour des océans et des découvertes portugaises du XVe siècle, le bois est préféré au béton ou au métal.
La façade principale est orientée vers le sud, ce qui augmente son exposition au soleil pendant les mois d’hiver, tout en ayant une protection contre l’ensoleillement direct en été.

## Manifestations majeures
- MTV Europe Music Awards 2005.
- Concours Eurovision de la chanson 2018.
- MEO Arena est l'hôte du Web Summit depuis 2015.

## Manifestations sportives
- Championnat du monde masculin de basket-ball des moins de 19 ans 1999,
- Masters de tennis masculin 2000,
- Championnats du monde d'athlétisme en salle 2001,
- Championnats du monde d'escrime 2002,
- Championnat du monde masculin de handball 2003 (Final Four et matchs de classement),
- Championnats d'Europe de tennis de table 2014
- Jeux de la Lusophonie 2009 (futsal, judo, taekwondo et tennis de table),
- Final Four de la Ligue des champions de futsal de l'UEFA 2010 et 2015,
- Championnats d'Europe de judo 2021,
- Final Four de la Ligue européenne masculine de handball 2021-2022.

## Concerts
- Madonna, Re-Invention Tour, les 13 et 14 septembre 2004.
- Madonna, The Celebration Tour, les 6 et 7 novembre 2023.

## Réseaux touristiques
Le Pavillon atlantique est membre de l’ATL (Association du Tourisme de Lisbonne) et un membre actif de l’EAA (association de salles de spectacle européennes).